# Little Joe 1B

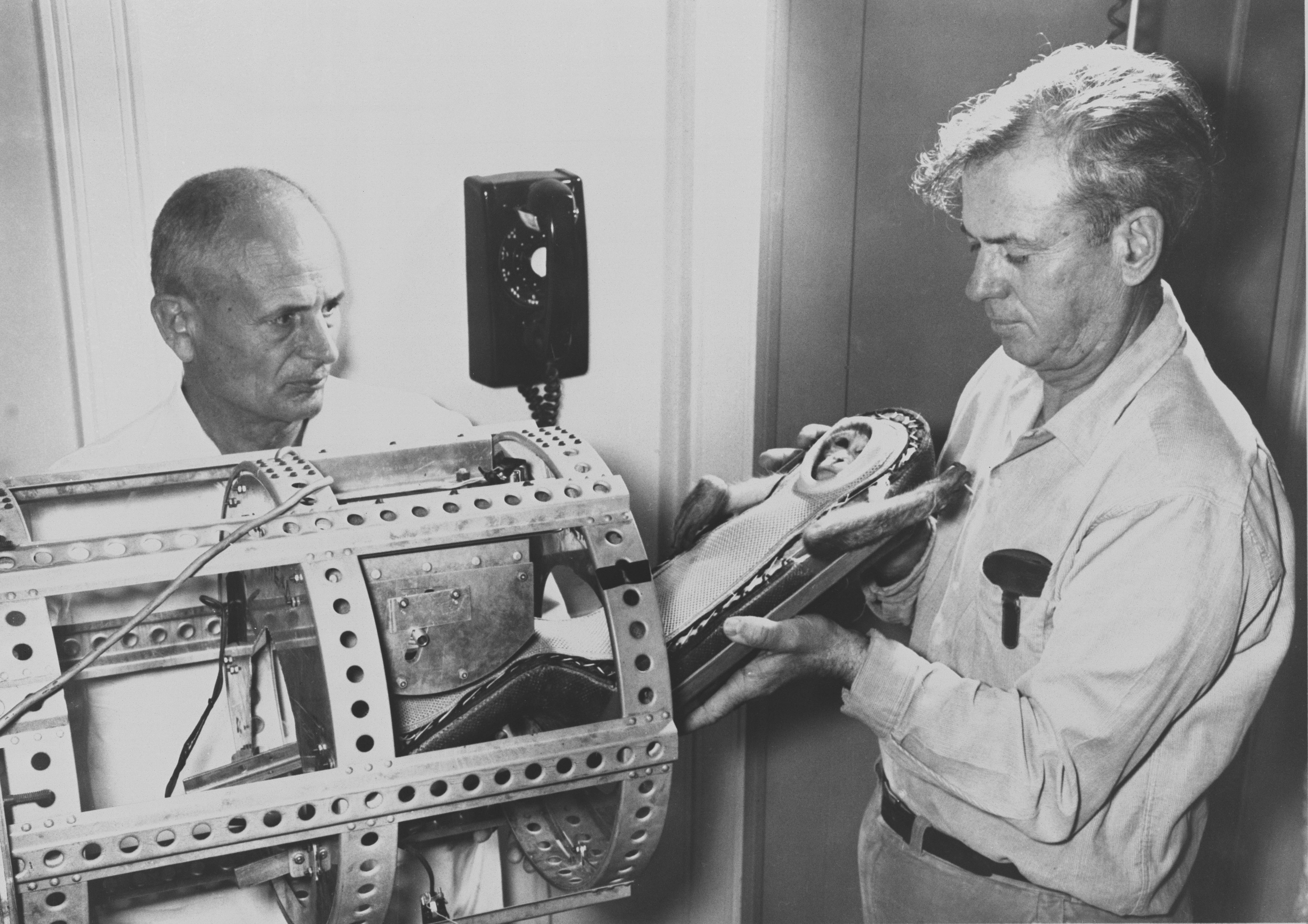
Makak Miss Sam

Little Joe 1B byl testovací let rakety Little Joe, za účelem ověření funkčnosti únikového systému kosmické lodi Mercury. Na palubě modulu byla samice makaka Miss Sam. Stejně jako její předchůdce Sam při předchozím letu, měla posloužit jako testovací subjekt ke studiu účinků kosmického letu na živý organismus. Modul byl vynesen na suborbitální balistickou trajektorii s apogeem 15 kilometrů a do vzdálenosti 19 kilometrů. Maximální dosažená rychlost byla 3307 km/h, zrychlení dosáhlo 44 m/s² (4,5 g). Hmotnost makety lodi byla 1007 kg. Konfigurace motorů rakety Little Joe byla: 4x pomocný motor Recruit a 2x hlavní motor Polux. Pasažérka Miss Sam přežila bez úhony a byla vylovena z vod Atlantského oceánu helikoptérou námořnictva.